# Ducati Scrambler
Le Ducati Scrambler formano una gamma di motocicli prodotti dalla casa di Borgo Panigale in due serie successive, nelle cilindrate 125, 250, 350 e 450, dal 1962 al 1976.
La 1ª Serie delle Scrambler rappresentavano la versione entro-fuoristrada della gamma "Diana" e, successivamente, della gamma "Mark 3", mantenendone pressoché invariate le caratteristiche delle motorizzazioni, ma con ciclistica e sovrastrutture adatte al fuoristrada leggero.

## Il contesto
La nuova moda motociclistica dello "scrambler" aveva fortemente attecchito in molti Stati degli USA durante la seconda metà degli anni cinquanta, facendo intuire ai più attenti osservatori che sarebbe potuta diventare una nuova tipologia produttiva.
Nel 1960 l'importatore statunitense Berliner Motor Corporation chiese alla Ducati la realizzazione di una motocicletta adatta all'utilizzo stradale, ma anche in grado di affrontare agevolmente percorsi sterrati. Dopo una limitata pre-serie per saggiare il gradimento del pubblico, nel 1961, i prototipi definitivi vennero ultimati all'inizio del 1962 e messi in produzione nello stesso anno.

## La 1ª Serie

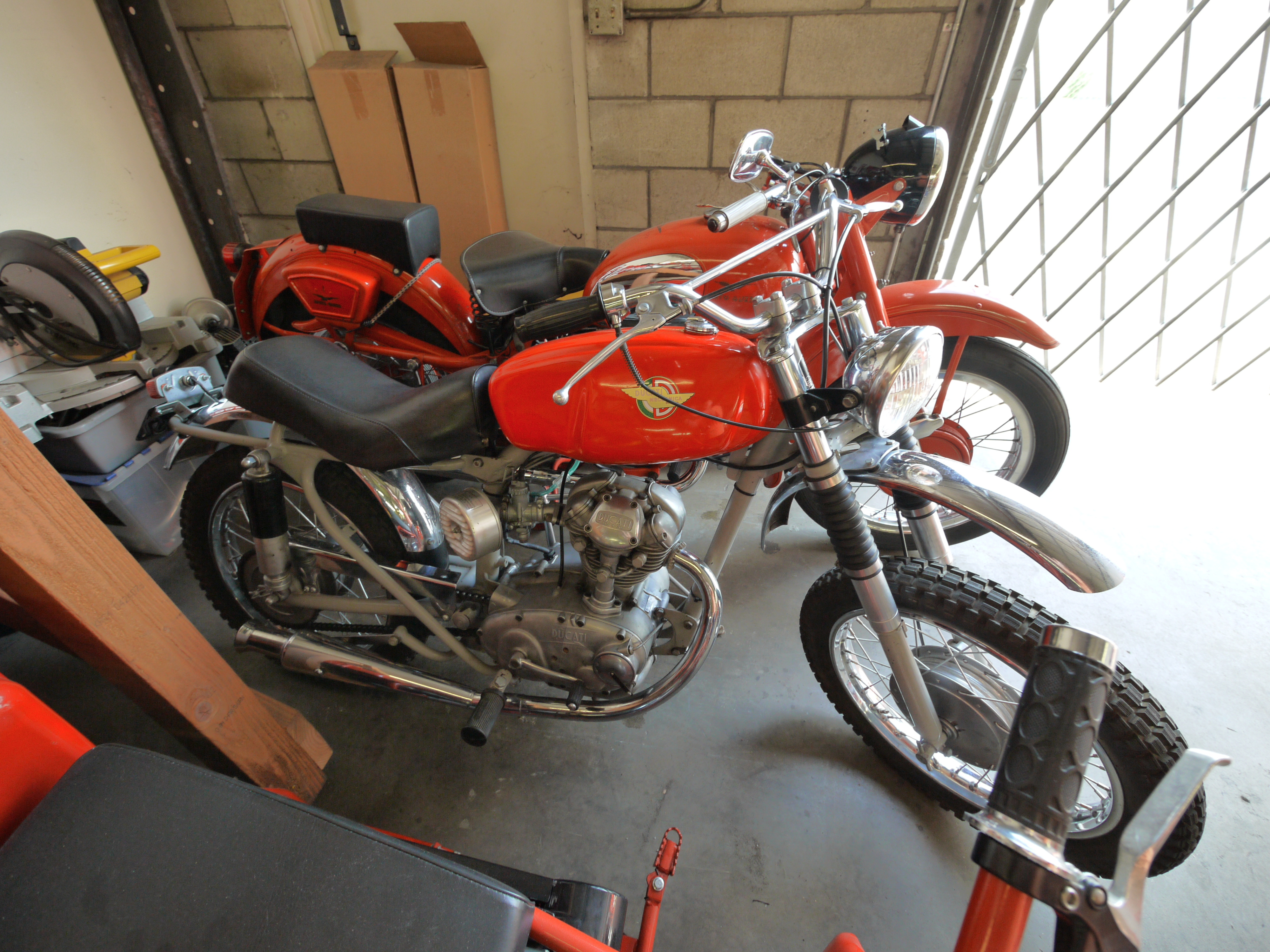
Ducati Scrambler 250 del 1966

Il nuovo modello Ducati Scrambler OHC 250, ottimisticamente accreditato di 30 hp e destinato esclusivamente al mercato USA, fu quindi messo in vendita alla cifra di 669 $ - circa 20 $ in meno della versione "Diana" da cui derivava - ottenendo un discreto successo di vendita.
Si tratta, sostanzialmente, del modello "Diana" cui sono stati sostituite le sovrastrutture sella-serbatoio-parafanghi, dotato di pneumatici da fuoristrada e di un ampio manubrio.
È del 1964 il primo aggiornamento che prevede un serbatoio più squadrato, l'adozione del cambio a 5 marce e altre piccole migliorie alla ciclistica.
L'anno seguente il modello inizia ad essere distribuito anche in Italia, è accolto tiepidamente e dal 1967 viene offerto anche nella versione "350" per cercare controvertire la flessione delle vendite USA, in attesa del nuovo modello, i cui prototipi sono già in avanzata fase di sperimentazione.

## La 2ª Serie
La progettazione della 2ª Serie inizia nel 1966 e i prototipi realizzati all'inizio del 1967 vengono lungamente collaudati su ogni tipo di terreno da Bruno Spaggiari, cui è affidato il compito di scovare i punti deboli del veicolo, soprattutto allo scopo di sperimentare la resistenza dei nuovi motori a carter larghi.

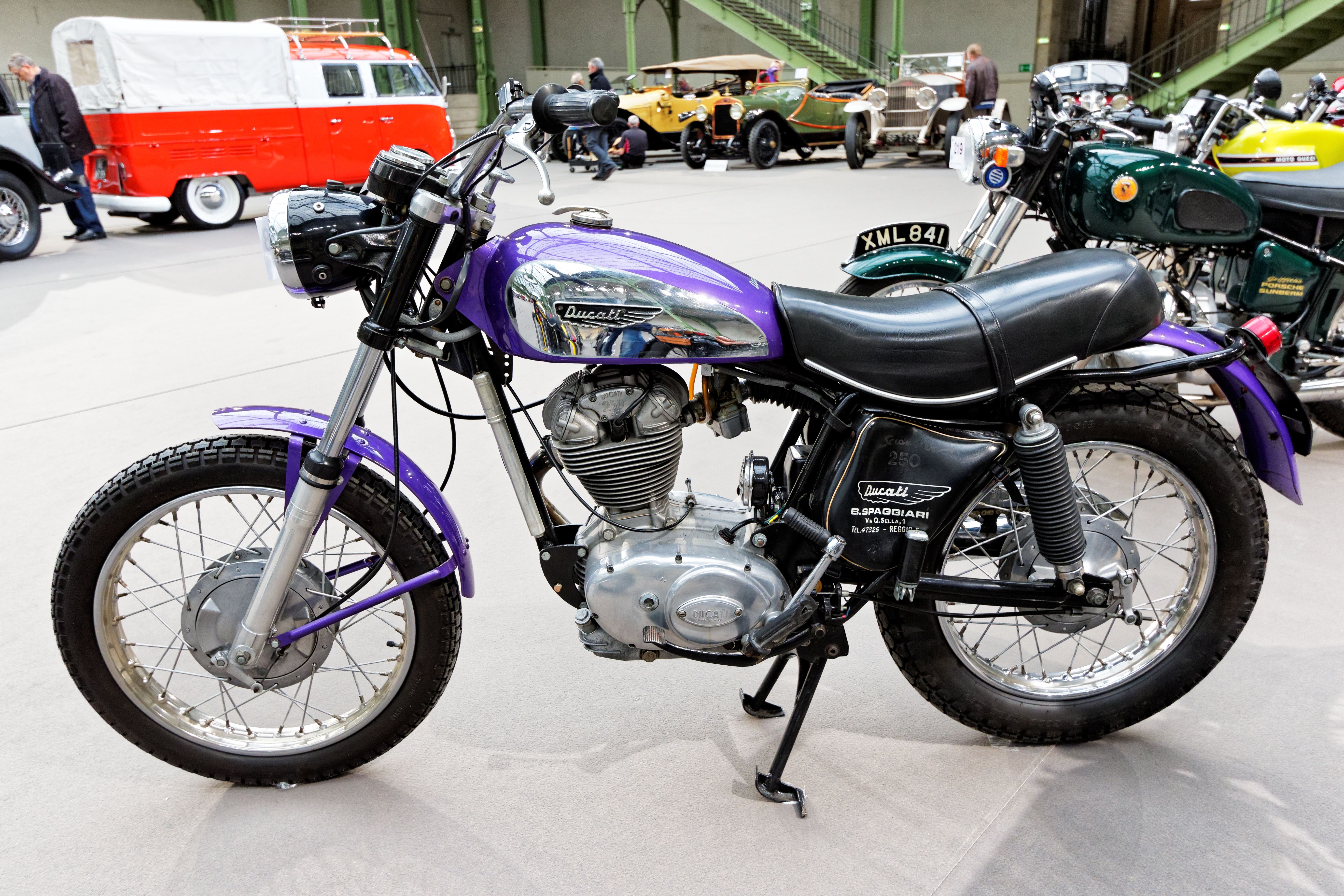
Ducati 250 Scrambler del 1969

Per la produzione di serie, iniziata nella tarda primavera del 1968, il modello è caratterizzato da un aspetto di grande eleganza formale, ideata da Leopoldo Tartarini, e da alcune componenti di buon livello tecnico, come la forcella telescopica Marzocchi e i cerchi Borrani. Particolare attenzione fu posta nelle finiture, con vernici dai toni accesi, accoppiate a specchiature cromate sul serbatoio, di notevole effetto estetico.
Nonostante le buone credenziali, il ritardo nella presentazione della 2ª Serie è fatale alla Ducati che ora deve confrontarsi con modelli scrambler di produzione giapponese, appositamente pensati per il mercato statunitense e dotati di potenti motori a due tempi frazionati, come la Kawasaki 350 A/SS.
Per ovviare al problema l'importatore Berliner tenta di differenziare l'offerta, tra la versione "350 SSS" (Street Sport Scrambler) e la versione "250 Road", dotata di pneumatici stradali. Ma tutti gli sforzi sono inutili e le vendite sul mercato Usa non decollano, neppure con la presentazione della versione "450", nell'anno successivo.
In Europa, invece, la gamma viene posta in vendita all'inizio del 1969 e la nuova "Scrambler" ottiene un successo notevole, tale da metterne in crisi la produzione della casa bolognese, che viene parzialmente affidata alla controllata spagnola Mototrans. Gli sforzi della Ducati, infatti, erano ormai concentrati sul nuovo modello bicilindrico.
Continuamente sottoposta ad aggiornamenti estetici e meccanici, non sempre riusciti, la gamma "Scrambler" mantiene un sostenuto quantitativo di ordinativi fino al 1972, quando inizia il declino che l'ultimo aggiornamento del 1973 non riesce invertire, accompagnando il modello all'uscita di produzione nei primi mesi del 1975. Per essere precisi, la produzione della "450" terminò effettivamente nel 1976, quando vennero assemblati gli ultimi 40 esemplari, utilizzando il surplus di ricambi del magazzino.

## L'erede mai nata
Al Salone di Milano del 1977 la Ducati presentò il nuovo modello "Utah", destinato a sostituire la "Scrambler", dotato di un motore monocilindrico derivato dal propulsore "Pantah" su progetto di Fabio Taglioni. 
Pur se il prototipo era ormai in fase esecutiva, la produzione in serie venne abbandonata, a causa delle gravi condizioni finanziarie in cui versava la Ducati in quegli anni.

## Le derivate

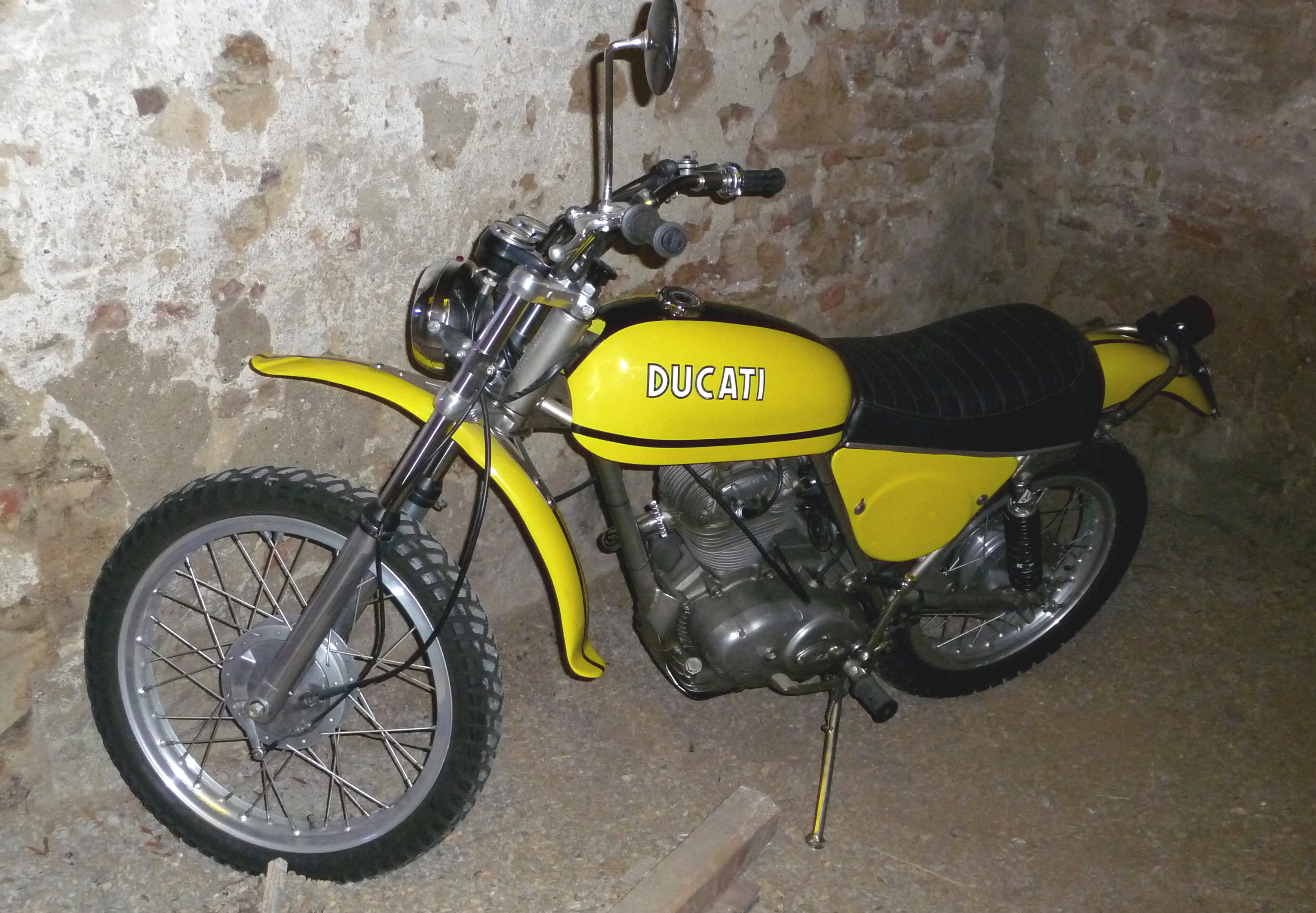
Ducati Desmo R/T 450 del 1971

Per riavviare le vendite negli USA, nel 1970, la ducati tentò di rendere più specialistico lo "Scrambler" dotandolo di un telaio modificato, di un aspetto rinnovato e con la sola motorizzazione "450", impreziosita dalla distribuzione desmodromica.
Fu così presentata la derivata "Desmo R/T" (Road/Track), cui venne affiancato il modello "125", anch'esso con sovrastrutture in vetroresina, ma privo di distribuzione desmodromica.
Se il confronto con le fuoristrada a due tempi era perdente nel 1968, alla fine del 1970 si rivelò addirittura improponibile. La costruzione di entrambi i modelli si concluse nel 1971 con un ridotto numero di esemplari che rimasero in listino fino al 1973, prima di venire esauriti.

## La produzione
I dati produttivi della "Scrambler" sono andati in gran parte perduti ed è molto difficile ricostruire l'andamento cronologico e quantitativo di modelli e versioni.
Non si conosce l'entità, neanche approssimativa, della 1ª Serie, mentre per la 2ª Serie viene stimata una produzione di circa 50 000 esemplari.
Senza una precisa discriminante di versione, parte degli esemplari "450" vennero dotati di motore a distribuzione desmodromica.
Cronologia dei modelli
- 1ª Serie
  - Scrambler OHC 250 (1962-1963)
  - Scrambler 250 (1964-1968)
  - Scrambler 350 (1967-1968)
- 2ª Serie
  - Scrambler 125 (1970-1971)
  - Scrambler 250 (1968-1975)
  - Scrambler 350 (1968-1975)
  - Scrambler 450 (1969-1976)
  - Desmo R/T 450 (1970-1971)